# Cair.kaist.ac.kr
한국과학기술원 인공지능연구센터
ERC는 연구재단에서 이공계 분야 최우수 연구집단을 선정하여 장기 지원하는 프로그램이다. 최초의 ERC로서 1990년 KAIST에 인공지능연구센터(Center for Artificial Intelligence Research; 이하 CAIR)가 설립되었다. 2000년까지 20여명의 교내 외 전산학과 교수와 많은 연구진이 매년 10억원의 정부출연금과 약 20억원의 기업체 자금으로 국내 인공지능 및 전산학 연구의 선도적 역할을 수행하였다. CAIR는 한글 및 한국어 정보처리, 멀티미디어 컴퓨팅과 인공지능 플랫폼 연구에 중점을 두었다. 대표적 연구사례로는 지능형 이동로봇 CAIR-II를 개발하여 93년 대전 EXPO에서 일반에 전시하여 큰 관심을 이끌었고, 국제학술대회 IJCAI/AAAI의 사무실 물건 전달 경연에서 우승했다. 한국어 이해의 연구는 인터넷 포탈의 발전에 크게 공헌했으며, 또한 펜 입력을 기반으로 하는 노트패드 컴퓨터 개발은 스마트 폰으로 연결되었다. 문자인식 알고리즘은 자동차 번호판 인식, 우편물 자동분류 시스템 발전을 이끌었다. 이 외에도 멀티미디어 비정형문서를 검색하는 데이터베이스 엔진과 퍼지 로직을 이용한 지능형 엘리베이터 개발 등을 통해 산업계 기술 발전에 크게 이바지하였다. CAIR의 연구 결과는 네이버, 핸디소프트, 아이디스, 새롬 등 참여 연구원들의 창업으로 이어져 국내 IT창업 생태계 조성에 크게 공헌했다. 또한 CAIR 운영 중에 600여 편의 국제논문과 600여편의 국내논문을 발표하여 국내 인공지능과 전산학 연구를 선진국 수준으로 격상시켰다.

cair.kaist.ac.kr은 대한민국 최초의 웹사이트로서 1994년 초 당시 KAIST 석사과정 학생이었던 김병학에 의해 구축되었다. 김병학에 따르면 1993년 말부터 서너달 작업해 완성하였다고 한다.
웹사이트 주소는 KAIST의 인공지능연구소(Center for Artificial Intelligence Research; CAIR)를 딴 것으로 당시 김병학이 이곳에 소속되어 있었다. 초기에는 kaist.ac.kr도 같은 웹사이트를 가리키고 있었으나, kaist.ac.kr는 곧 KAIST 본부가 관리하기 시작했다.  웹사이트의 주요 내용은 CAIR이나 KAIST와는 무관한 한국 관광 자료로 채워져 있었다. 김병학은 한국관광공사에서 출판한 “Welcome to Korea”라는 영문 관광안내책자의 글과 이미지 전문을 웹사이트에 게재하였다.
당시에는 전세계 웹사이트가 수백개 정도에 불과하던 시절이었고, W3C 등이 디렉토리 시스템을 운영해 웹사이트 현황을 공유하고 있었다. 김병학이 W3C 디렉토리에 cair.kaist.ac.kr을 등록할 당시 아시아 카테고리에는 이 웹사이트밖에 없었다고 한다.
1994년 구성된 웹코리아(WWW-KR) 워크샵, 상용 인터넷 서비스의 등장과 함께 인터넷 컨텐츠가 확산되면서 인터넷의 대중화가 가속화되었고, 대한민국 웹사이트 수도 가파르게 증가하였다.

## 같이 보기
- 웹사이트

## 참고 문헌
- 이 문서에는 한국 인터넷 역사 프로젝트에서 CC-BY 2.0 라이선스로 배포한  "한국 인터넷의 역사 - 되돌아보는 20세기 -"의 내용을 기초로 작성된 글이 포함되어 있습니다. (정보)